# Los Santos (Colombia)
Los Santos è un comune della Colombia facente parte del dipartimento di Santander.
L'abitato venne fondato da Bartolomé Mantilla e Vicente Rueda nel 1750.